# 宜倫郡主
宜倫郡主，是明朝开国皇帝朱元璋的孫女，父親是懿文太子朱标，生母不详。
1392年，父亲朱标逝世。1399年，兄弟朱允炆登基。没有她受册公主的记载。她的四叔朱棣发动靖难之役，夺取了她兄弟朱允炆的皇位并即位為明成祖，次年改元永乐。永乐十五年（1417年），宜倫郡主下嫁于礼。
正统八年（1443年）七月，明英宗下令“免南京羽林左卫带俸百户于钺差役，令侍奉其母宜伦郡主，从郡主奏请也。”可见当时于礼已经去世。正统十四年（1449年）正月，郡主上奏朝廷称自己年老，请求让有司预造葬地。英宗以非旧制不允。